# 南京玄奘寺牌位事件
南京玄奘寺牌位事件指南京玄奘寺供养的6塊超度牌位于2022年7月引发的社會爭議事件。被超度的有5名南京大屠杀日本战犯，还有在屠殺期間保護學生而抑鬱自殺的美國傳教士魏特琳。
事源舉報牌位的人混淆了佛教裡「超度」牌位及「供奉」牌位，超度是希望惡鬼不要為禍人間、希望惡人不再犯错，往生牌位用黃色紙；供奉牌位又稱长生牌位，祈福长生，用紅色紙。牌位所在的地藏殿中的地藏菩萨以慈悲心救度在阴间的鬼魂而著稱；但輿論早期普遍將之理解為「供奉战犯」的祈福长生牌位，並猜測立超度牌位的吴啊萍是否支持日本軍國主義。不久，中共南京市委調查後通報，吴啊萍是因為被战犯鬼魂糾纏，为了“解冤释结”而驅鬼自救。吴啊萍因涉嫌寻衅滋事罪被刑事拘留，管辖宗教事务的数位官员被处分。

## 背景
住持管理南京玄奘寺的传真法师俗名李义将，事发前为南京市佛教协会副会长，除了宗教事务外，他在当地政商界也活动频繁。与因贪腐落马的地方领导——杨卫泽、季建业、冯亚军熟识。2017年12月，为吴啊萍进行牌位登记的当值僧人灵松（1979年9月生，初中辍学）是传真的徒弟，事发前负责供燈祈福業務，常以玄奘寺代表的身份出席社會活動。传真撰文提及，灵松曾未經住持同意，私自驾驶寺庙车辆外出撞死人，因交通肇事獲刑2年。
2004年，玄奘寺舉行「南京市青少年爱国主义教育基地」命名儀式。在此事件裡立了超度牌位的地藏殿建于2010年，事发前正进行外墙、内殿装修，但没有关闭，外人和寺庙僧人能正常进入、活动。《澎湃新闻》記者采访当地不同人士時，对信众在地藏殿供奉长生牌位的花费有不同说法，一说数千至上万元，一说2万元至4万元一年。南京市委市政府调查组通报则称，每个牌位每年100元、供奉5年共收费3000元。

## 事件经过

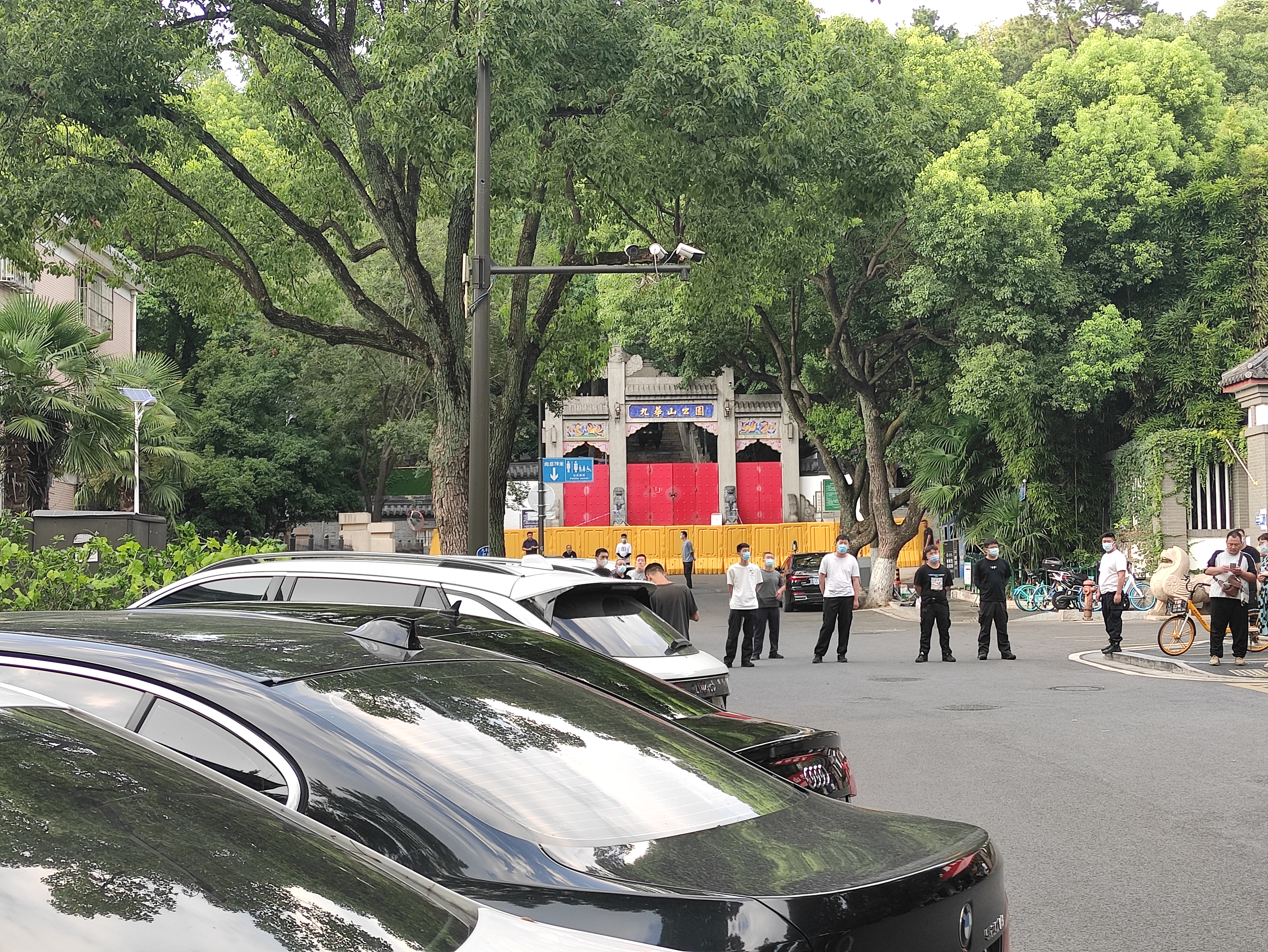
涉事被关闭的九华山公园

### 供养牌位
2017年12月，吴啊萍到南京玄奘寺要求黃色紙的超度牌位，在登记表上填写被超度者为松井石根、谷寿夫、野田毅、田中军吉、向井敏明、华群。当值僧人灵松（初中辍学学历）并未特别质疑，按照每年每个牌位100元的标准，收取6个牌位5年所需的费用3000元，并开具收据，收据上注明供养期间“2018-2022”，牌位纸上被超度人名字写为“友某某某”，如“友松井石根”，并写明了超度人吴啊萍的名字。

### 网络曝光
2022年7月21日，抖音用户“亚瑟”发布视频称，他于2月（五个月前）在南京玄奘寺地藏殿内看到超度日本战犯牌位，该视频展示了“亚瑟”拍摄的超度牌位照片。一名在南京、新浪微博账号为“荣洋成”的用户在视频平台看到这一消息，与“亚瑟”联系，往玄奘寺实地求证。他找到寺内有关人员对质，对方人员承认牌位情况属实，但去年就撤了，当南京网友拿出2022年2月拍摄的照片后又改口说“那就是今年撤的”。之后，南京网民通过社交平台曝光此事，并拨打市长热线，以及报警。7月21日晚间，他开始配合南京警方，接受调查取证，直至22日凌晨结束。
相关报道提及，南京玄奘寺从2018年起便开始「供奉」四名与南京大屠殺相关的日军战犯：田中军吉、谷寿夫、松井石根、野田毅，为这些战犯购买与申请牌位的是一位名叫「吴啊萍」的人。根据南京市委市政府调查组通报，立了牌位的者除以上四人外，还有日军战犯向井敏明，以及美国籍、南京大屠杀期間救護學生最終抑鬱自殺的美國傳教士华群（魏特琳）。

### 事件处理
7月22日上午，玄奘寺住持传真法师回应称，牌位曾摆放位置是寺中的地藏殿，挂牌位需要审核。关于牌位审核等相关问题，传真法师称调查组已进驻调查。玄奘寺內負責供燈祈福的靈松法師表示，目前已關閉寺廟，不清楚何時再開放，「現在全部在整理資料，在嚴查。」

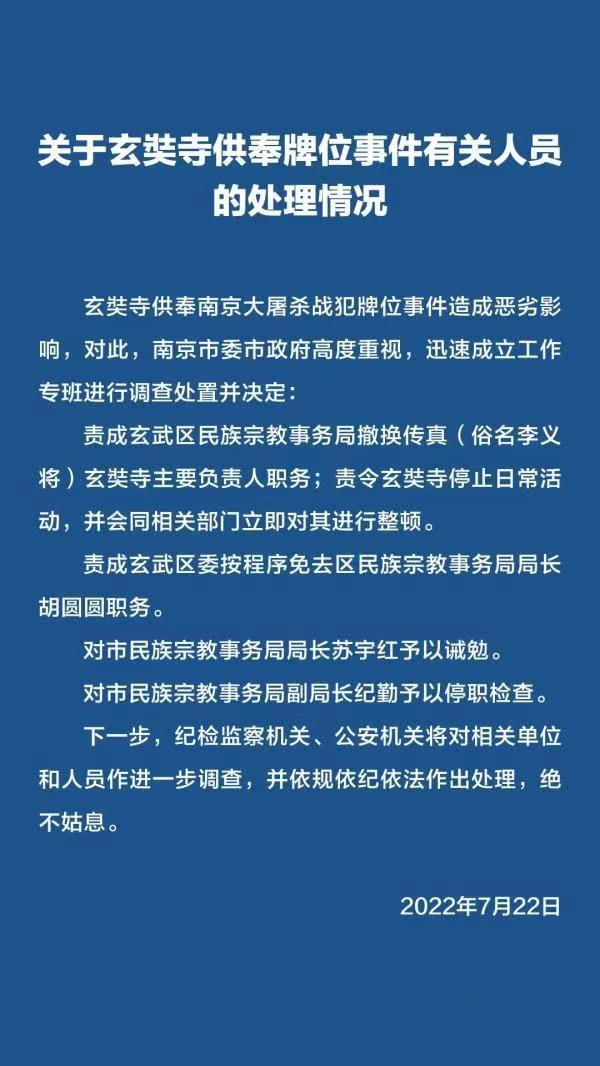
关于玄奘寺供奉牌位事件处理情况

7月22日16时许，中共南京市委宣传部新闻发布的官方微博——“南京发布”发出了一份名为《关于玄奘寺供奉牌位事件有关人员的处理情况》的通告，此通告内说明中共南京市委、南京市政府为处理此事成立工作专班，并做出处理决定：撤换玄奘寺主要负责人传真（俗名李义将）职务，对市民族宗教事务局局长苏宇红予以诫勉，免去区民族宗教事务局局长胡圆圆职务，对市民族宗教事务局副局长纪勤予以停职检查，责令玄奘寺停止日常活动。
7月22日17时许，玄奘寺悬挂的“南京市青少年愛國主義教育基地”牌子已被摘下，工作人員对剩余牌子進行遮擋。
7月22日，经办此案的南京市公安局玄武分局玄武门派出所锁定吴啊萍所在位置后，即在当日找到吴啊萍。其后，南京警方就近联系公安机关，对她进行突审。南京市公安机关以涉嫌寻衅滋事罪对她进行刑拘。
7月24日，南京市委市政府调查组发布《关于南京玄奘寺供奉侵华日军战犯牌位事件调查处理情况的通报》，公佈了在玄奘寺供奉侵华日军战犯牌位者吳啊萍之身份及其經歷。通报称吴啊萍曾於2017年12月18日前往玄奘寺要求供奉牌位，2022年2月26日牌位被一名女信衆發現，一名游客拍下照片後排位被慶玄立即撤下，當晚將此事向住持傳真通報，傳真要求嚴禁外傳此後一直未向主管部門報告。同年7月21日拍照游客將照片上傳至社交平臺引起社會广泛關注。
7月25日凌晨，南京广播电视台发布相关视频。视频包括了警方审讯吴啊萍的画面，她进行道歉，并表示願意接受法律制裁。傳真法师亦就此事件道歉。
7月27日，国家宗教事务局针对本次事件发出通知，部署各地指导宗教界深刻汲取教训，对宗教活动场所开展全面自查整改。并要求各地加大对宗教活动场所、宗教院校、宗教团体的督导巡查力度，指导宗教团体健全规章制度，支持宗教界全面从严治教，切实提高水平。

## 舆论反应
7月22日，侵华日军南京大屠杀遇难同胞纪念馆官方微博回应称：“我们任何时候都不能忘记侵略者所犯下的严重罪行！民族感情不容伤害，期待一查到底！”南京民间抗战博物馆官方微信发表谴责，呼吁大家以清醒的历史态度共同维护南京城的历史尊严。中国共产党中央军事委员会机关报《解放軍報》發文稱「將戰犯供奉於寺廟，其行可怖，其心可誅！此等行為可恥！可惡！可恨！回顧歷史，環視當下，侵犯民族情感底線的卑劣者必將受到唾棄！」
7月22日下午，前《环球时报》總編輯胡锡进發文稱，此事突破了法、理、情的底線，在南京寺廟裡供奉戰犯的牌位尤其是一份特殊傷害，是「對南京大屠殺歷史定論的猖狂挑釁」。他認為，這肯定是有人或陰暗力量以陰謀方式幹出的事情，其目的就是要搗亂和挑釁；當地寺院管理存在驚人漏洞，必須透過這次處理堅決堵住。
曾代理过不少异议人士案件的律师莫少平认为，如果真的相信吴啊萍自述的宗教信仰，那么供奉牌位符合佛教“普渡众生”的观念，寻衅滋事的罪名就不适用；即便根据2018年颁布的《英雄烈士保护法》，“亵渎、否定英雄烈士事迹和精神，宣扬、美化侵略战争和侵略行为”涉寻衅滋事，将基于佛教信仰的宗教行为理解为美化侵略战争，也过于牵强。普渡大学社会学博士王承志认为，如果吴啊萍确实希望那些战犯脱离佛教意义上的苦难（六道轮回的痛苦），可以算广义的慈悲心，这样的动机不该被谴责，毕竟地藏殿的地藏菩萨就是以慈悲心救度阴间的鬼魂。

## 影響
事件发生后，多地政府要求各佛教活动场所自查供奉牌位情况；国家宗教事务局发出通知，要求对宗教活动场所开展全面自查整改；中国佛教协会向各省、自治区、直辖市佛教协会发出全面开展清查和规范寺院设立牌位工作的通知。

## 备注
1. 1 2 3 4 5 6  参见：南京市委市政府调查组于2022年7月24日发布的《关于南京玄奘寺供奉侵华日军战犯牌位事件调查处理情况的通报》。
2. ↑  《北京青年报》相关原文：“据网友发布信息显示，在玄奘寺中供奉着四名日本战犯，供奉者名叫“吴啊萍”，供奉时间为2018年至2022年。此事一经发酵[……]”[5]。当是因牌位“注明供奉时间‘2018—2022’”的误导。参见：南京市委市政府调查组《关于南京玄奘寺供奉侵华日军战犯牌位事件调查处理情况的通报》。
3. ↑  《中国网》相关原文：“7月21日，有网友反映南京玄奘寺内供奉着四个日本战犯牌位，分别是战犯田中军吉，乙级战犯谷寿夫，甲级战犯松井石根，丙级战犯野田毅，此事一出也立马引发国人震怒[……]”[13]，中央社相关原文：“綜合陸媒報導，近日有中國網友舉報，2月前往南京九華山玄奘寺遊玩時，發現寺內供奉著4名日本戰犯：田中軍吉、谷壽夫、松井石根和野田毅的牌位。據網友拍攝的照片顯示，供奉者寫著「吳啊萍」[……][7]”。

“遗漏”被供奉的向井敏明，可能是“亚瑟”拍摄的牌位照片仅现示四人之故。如《聯合新聞網》报道所述：“根據網路圖片顯示，玄奘寺供奉的牌位名稱分別為，南京大屠殺的主犯田中軍吉、南京大屠殺的主要負責人之一的甲級戰犯松井石根、乙級戰犯谷壽夫，及丙級戰犯野田毅。圖片流傳出來後，網上幾乎炸鍋[……][14]”